# Route nationale 27 (Suède)
Pour les articles homonymes, voir Route nationale 27.
La route nationale 27 (en suédois : Riksväg 27) est une route nationale entre  Karlskrona et Göteborg en Suède.

## Présentation
La route nationale 27 traverse les comtés de Blekinge, de Kronoberg, de Jönköping et de Västra Götaland, en reliant la ville de Karlskrona à la ville de Göteborg.
La route part de Karlskrona et parcourt un tronçon commun d'environ 25 kilomètres avec la route européenne 22.
Elle bifurque de la E22 à Ronneby et continue vers le nord-ouest, traverse Tingsryd et Växjö où elle croise la route nationale 23, puis passe à Varnamo où elle croise la route européenne 4. 
Elle traverse ensuite Gislaved où elle croise la route nationale 26, puis Tranemo et Borås. 
À partir de Borås, elle a un troncon commun d'environ 61 kilomètres avec la route nationale 40 jusqu'à la ville de Göteborg, où elle se termine à sa jonction avec la route européenne 6.

## Galerie

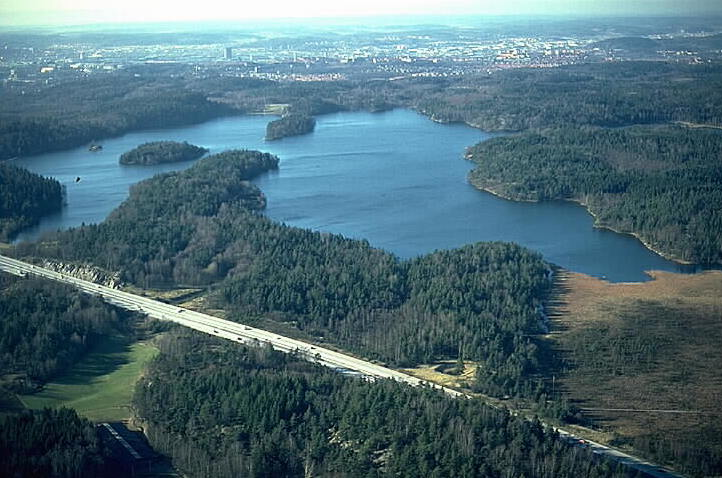
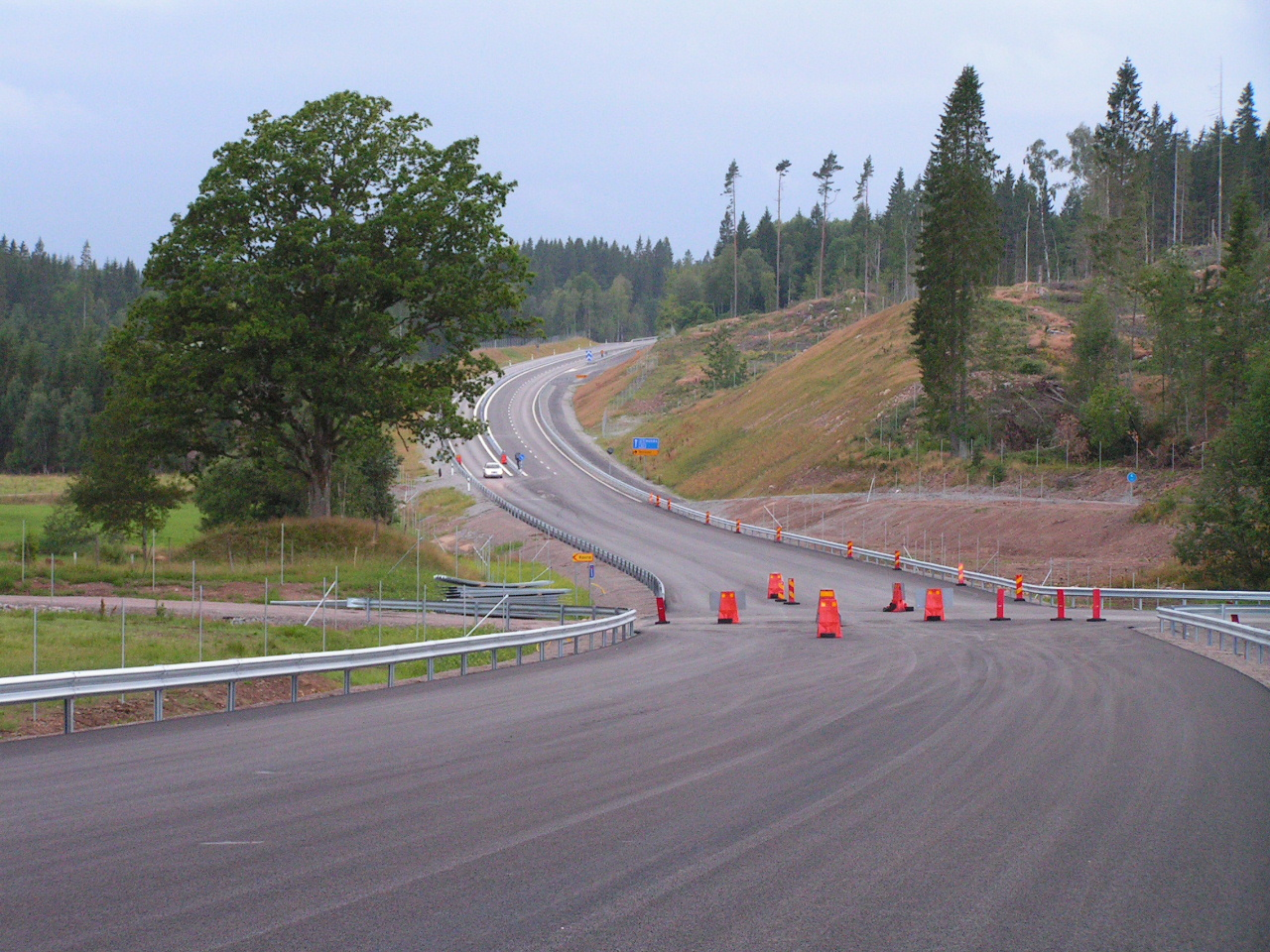
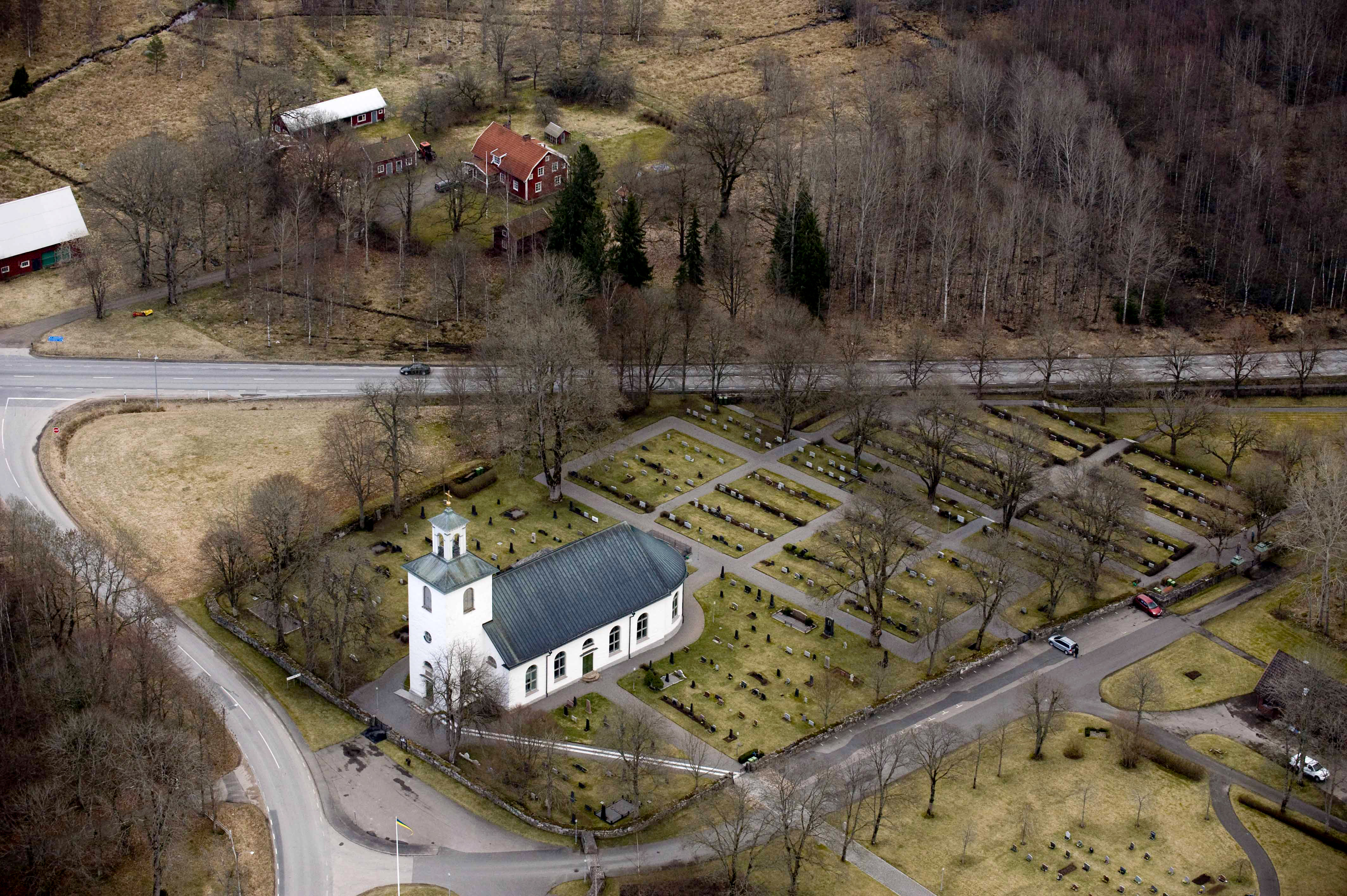

## Tracé
| Km | Lieu       | Carte interactive |
| -- | ---------- | ----------------- |
|    | Karlskrona |                   |
|    | Växjö      |                   |
|    | Alvesta    |                   |
|    | Värnamo    |                   |
|    | Gislaved   |                   |
|    | Tranemo    |                   |
|    | Borås      |                   |
|    | Göteborg   |                   |

## Voir  aussi